# اندرود سفلی
اندرود سفلی یکی از روستاهای استان آذربایجان شرقی است که در دهستان کاغذکنان مرکزی بخش کاغذکنان شهرستان میانه واقع شده‌است.
این روستا یکی از سرسبزترین و پرآب‌ترین روستاهای بخش کاغذکنان می‌باشد.
از محصولات مهم این روستا می‌توان به: گردو، انگور، سیب، آلبالو، گیلاس، انواع گوجه و خیار، انار و به اشاره کرد.
این روستا یکی از سنتی‌ترین روستاهای منطقه می‌باشد که بافت قدیمی خود را حفظ و زیبایی‌های قدیمی خود را حفظ نموده‌است.
اين روستا در بخش كاغذكنان جزو روستاهاي حفاظت شده حيوانات ميباشد.
اين روستا طبق آمار بخش كاغذكنان در معرض خشكسالي قرار دارد.